# حزب کارگر ایالات متحده
حزب کارگر ایالات متحده (به انگلیسی: U.S. Labor Party) (USLP) یک حزب سیاسی بود که در سال ۱۹۷۳ توسط کمیته‌های مجمع ملی کار (NCLC) تشکیل شد. این وسیله نقلیه لیندون لاروش برای کاندیداتوری رئیس‌جمهور ایالات متحده در سال ۱۹۷۶ بود، اما همچنین از کاندیداهای زیادی برای دفاتر محلی و کرسی‌های کنگره و سنا بین سالهای ۱۹۷۲ و ۱۹۷۹ حمایت مالی کرد. پس از آن بازوی سیاسی NCLC کمیته سیاست ملی دموکراتیک بود. این طرف در کوتاه مدت حضور خود مورد بحث و مجادلات و پرونده‌های قضایی زیادی قرار گرفت.

## اهداف و ایدئولوژی حزب
در ابتدا این حزب چپ‌گرا بود، «تبلیغ مارکسیست». یک رهبر ایالتی اهداف حزب و ارگان آن، همبستگی نوین، را حمایت از طبقه کارگر در برابر سرمایه‌داری، نلسون راکفلر و لئونارد وودکاک، رئیس کارگران متحد اتومبیل توصیف کرد. USLP سقوط سیستم پولی را در نوامبر ۱۹۷۶ و جنگ هسته ای را تا ۱۹۷۷ پیش‌بینی کرد. این خانواده با خانواده راکفلر مخالفت می‌کرد و به آزار و اذیت حزب کمونیست، کارگران متحد خودرو و سایر دشمنان سیاسی شهرت داشت. در مصاحبه ای در سال ۱۹۷۴، نامزد USLP برای فرمانداری میشیگان رسوایی واترگیت را «تلاشی عمدی» برای بی‌اعتبار کردن ریچارد نیکسون و تضعیف ریاست جمهوری توصیف کرد. در سال ۱۹۷۷ این حزب از چپ به سمت راست افراطی راست گرایش پیدا کرد.

## تاریخچه

### ۱۹۷۲–۱۹۷۶
حزب کارگر ایالات متحده بخاطر تاکتیکهای بحث‌برانگیز مبارزات انتخاباتی و انتقادی خود علیه سایر سیاستمداران مورد توجه قرار گرفت. نلسون راکفلر، فرماندار سابق نیویورک که در سال ۱۹۷۴ توسط جرالد فورد به عنوان معاون رئیس‌جمهور معرفی شد، مورد توجه اولیه USLP قرار گرفت. در جلسات استماع سنا، لاروش از طرف USLP به عنوان شاهد علیه نامزدی راکفلر ظاهر شد. وی شهادت داد که یک نظرسنجی USLP نشان داد که ۹۰ درصد کارگران و بیکاران آمریکایی از راکفلر متنفر هستند.
در سال ۱۹۷۴، ویسکانسین شاخه ای از حزب کارگر در زمان از یک تبلیغ در روزنامه اعلام کرد که آن را برای دستور برای جلوگیری از شکایت کرده بودند سیا، اف‌بی‌آی، و اداره پلیس نیویورک از دستگیری لیندون لاروش (سپس به عنوان لین مارکوس شناخته می‌شود) یا هر کسی که در ربودن جنبش کریستوفر وایت، که با همسر عادی سابق لاروش ازدواج کرده بود. طبق توضیحات دقیق لاروش، وایت توسط سیا و KGB شسته شده بود تا او را بکشد. در ادامه این آگهی گزارش شد که این جنبش درمانی برای روان پریشی پیدا کرده و متخصصان بهداشت روان را ترغیب کرده‌است تا برای کشف این کشف با آنها تماس بگیرند. عضو USLP، هارلی شلانگر، نامزد مجلس نمایندگان، در اوت سال ۱۹۷۶ از مکلنبورگ شهرستان کارولینای شمالی، هیئت مشروبات الکلی ABC، به دلیل ممنوعیت تبلیغات در اموال آنها که ادعا می‌کرد اموال عمومی است، شکایت کرد. کارولینای شمالی ACLU به این پرونده پیوست. قاضی دادگاه منطقه تصمیم گرفت که این فعالیت از آزادی بیان محافظت شده باشد که نمی‌تواند ممنوع باشد تا زمانی که فعالان درهای خانه را مسدود نکنند.
یکی از استراتژی‌های حزب کارگر ایالات متحده متمرکز بر ایجاد اخلال در سایر گروه‌های چپ بود، که موفقیت مشکوکی داشت. ویلیام چپمن در سپتامبر ۱۹۷۶ در 'واشینگتن پست نوشت که چندین شخصیت عمومی در سمت چپ تهدید و ارعاب را گزارش داده‌اند و گفته‌است که افراد مسئول خود را به عنوان اعضای NCR یا حزب کارگر لاروش معرفی کرده‌اند. زبان‌شناس و فعال سیاسی نوآم چامسکی به کار در سیا و استفاده از ابزار راکفلر متهم شد. جلساتی که وی در آن سخنرانی کرده بود مختل شده و تهدیدها صورت گرفت. از فیلسوف پل کورتز، سردبیر The Humanist، در طی سخنرانی‌های خود در دانشگاه ایالتی نیویورک س whyال شد که چرا او اقدام به نسل‌کشی می‌کند. به گفته چاپمن، جامعه شناسان ریچارد کلوارد و فرانسیس فاکس پیون، متخصصان فقر شهری، در سراسر کشور تحت تعقیب قرار گرفتند و برنامه‌های سخنرانی مختل شد. لستر براون، دوستدار محیط زیست، به نسل‌کشی متهم شد و به او گفته شد که او را از پشت چراغ دار به دار آویخته‌اند. از لاروش س wasال شد که چگونه انتظار دارد حزبی با سابقه آزار و تهدید ۵ ساله در انتخابات پیروز شود. او این وقایع را انکار نکرد، اما پاسخ داد، "ما فقط درگیر یک حمله سیاسی آشکار هستیم. ما فقط می‌خواهیم آنها را در بحث به چالش بکشیم. " وی با این وجود هر کس را تهدید به صدمه جسمی کرده‌است، انکار کرد: "مطمئناً، ما آنها را خواهیم گرفت؛ اما از نظر سیاسی."
حزب کارگر ایالات متحده بودجه خوبی دریافت کرد و از طبقه آخر ساختمانی در منطقه پوشاک نیویورک فعالیت می‌کرد. یک شبکه تله پرینتر دفتر نیویورک را به شعبات ۱۳ شهر دیگر ایالات متحده متصل کرد و همچنین یک لینک ۲۴ ساعته دو طرفه به ویسبادن آلمان داشت. عضویت اندک بود، از ۲۰ تا ۱۰۰ نفر در هر شهر، با یک هسته از ۱۰۰۰ تا ۱۸۰۰ عضو. طبق LaRouche، اینها با ۱۳۰۰۰ نفر دیگر از سازمان دهندگان مهمانی نیمه وقت تکمیل شد. لاروش گفت که بودجه این حزب از طریق حق عضویت اعضا، مشارکت‌های کوچک دیگر و فروش نشریاتی مانند The Campaigner و New Solidarity - یکی مجله نظری، دیگری هفته ای دو بار بودجه تأمین می‌شود. این حزب کاندیداها را در انتخابات محلی و کنگره به منصه ظهور رساند و به‌طور کلی فقط درصد ناچیزی از آرا popular مردم را به دست آورد. اما استثنائاتی نیز وجود داشت - در سیاتل، یک عضو حزب کارگر که برای عضویت در شورای شهر نامزد شده بود، ۲۷ درصد آرا را به دست آورد، و نامزد دیگری که برای خزانه داری شهر نامزد شد ۲۰ درصد آرا را به دست آورد.

### کارزار ریاست جمهوری
در حضور در جلسات مطبوعات با دیگر نامزدهای حزب جزئی در اکتبر ۱۹۷۶، لاروش پیش‌بینی کرد که اگر جیمی کارتر انتخاب شود، سقوط پول و به دنبال آن جنگ هسته ای قبل از تابستان رخ می‌دهد. لاروش همچنین کارتر را چنین توصیف کرد: «برای شروع یک ظرف شیشه ای، یک شیشه خالی از شیب که لیموناد بد در آن ریخته می‌شود.» با این حال، جمهوریخواهان محافظه کار مانند پرزیدنت فورد، با توجه به موضع چپگرایانه اعلام شده حزب کارگر، وضعیت نامناسبی بهتر داشتند. لاروش گفت: «من آنها را آمریکایی‌های صادق می‌نامم». وی فورد را «ضعیف اما خوش فکر» و «کمیت شناخته شده‌ای که می‌توانیم با آن زندگی کنیم» توصیف کرد.
در اول نوامبر، در آستانه انتخابات، USLP نیم ساعت از NBC را خریداری کرد، اولین پخش ملی از LaRouche که در سال‌های آتی برگزار می‌شود. زمان با توجه به اعتراض شبکه خریداری شد که خرید لحظه آخری را بدون موفقیت درخواست کمیسیون انتخابات فدرال کرد. در حین پخش، که مخالف یک تبلیغ مشابه از طرف کارتر در شبکه دیگری بود، لاروش گفت که کارتر در صورت انتخاب، "حداکثر تا نوامبر ۱۹۷۷" ایالات متحده را "به طور برگشت ناپذیر به جنگ هسته ای متعهد می‌کند". طبق زندگی‌نامه لاروش، او
ان‌بی‌سی گزارش داد که صدها تماس در اعتراض به پخش دریافت کرده‌است.
نام لاروش در ۲ نوامبر ۱۹۷۶ در ۲۳ ایالت بعلاوه ناحیه کلمبیا بر روی رای‌گیری قرار گرفت. وی ۴۰٬۰۴۳ رای (۰٫۰۵٪) کسب کرد. نامزدهای حزب کارگر ایالات متحده گاهی اوقات در مقایسه با آنچه احزاب کوچک مبتنی بر ایدئولوژیک جمع می‌کردند، کل رای غیرمعمول بالایی را کسب می‌کردند.
پس از انتخابات، حزب کارگر دادخواست‌هایی را در سه ایالت پیروزی کارتر را به چالش کشید. حزب جمهوری‌خواه به لباس‌های اوهایو و نیویورک پیوست. هماهنگ‌کننده منطقه ای پل گرینبرگ به دنبال بازشماری مجدد در میلواکی بود و گفت: «انتخابات در حقیقت به سرقت رفته‌است - پیروز اصلی آن احتمالاً جری فورد بود».
برای کسب اطلاعات بیشتر در مورد مبارزات انتخاباتی لاروش در سال ۱۹۷۶ و اختلافات حقوقی جنبش با FEC، به مبارزات انتخاباتی ریاست جمهوری ایالات متحده به لیندون لاروش مراجعه کنید.

### ۱۹۷۷–۱۹۸۲
در اوت ۱۹۷۷، حزب کارگر ایالات متحده گفت که کمسیون انتخابات فدرال (FEC) در نتیجه یک تصمیم که بخشیده شده بدهی‌ها معادل مشارکت‌های انتخاباتی است، این گروه را آزار می‌دهد. در همان ماه USLP برای محافظت از LaRouche، سرهنگ میچ وربل، یک عامل سابق OSS و CIA، مهندس مزدور، سلاح گرم و فروشنده اسلحه، را استخدام کرد. آنها گفتند که لاروش، که در آن زمان در ویزبادن آلمان زندگی می‌کرد، توسط "باند باادر-مینهوف"، که ظاهراً از طرف دولت کارتر بود، مورد سو ء قصد قرار گرفت. Werbell به نوبه خود رئیس پلیس را از شهر خود، Powder Springs، جورجیا، استخدام کرد تا امنیت را تنظیم کند.